# Kościół San Cataldo w Palermo
Kościół San Cataldo – rzymskokatolicki kościół w Palermo, w archidiecezji Palermo. Położono przy Piazza Bellini, w sąsiedztwie kościoła Santa Maria dell’Ammiraglio. Jeden z zabytków architektury arabsko-normańskiej w Palermo wpisanych w 2015 na listę Światowego Dziedzictwa UNESCO.

## Historia
Kościół jest fundacją Maio z Bari, kanclerza na dworze króla Sycylii Wilhelma I Złego. Prace przy wznoszeniu budynku dobiegły końca w 1154.  Do śmierci inicjatora budowy w 1160 nie ukończono jednak prac przy dekoracji wnętrza i nigdy do nich nie powrócono. W 1182 Wilhelm II Dobry przekazał świątynię benedyktynom z Monreale. Kościół pozostawał czynny do końca XVIII w., gdy został zamknięty i zaadaptowany na placówkę pocztową. Sto lat później obiekt odrestaurowano pod kierunkiem Giuseppe Patricolo. Od 1937 świątynia należy do Zakonu Rycerskiego Grobu Bożego w Jerozolimie.
W 2015 kościół został wpisany na listę Światowego Dziedzictwa UNESCO razem z innymi zabytkami architektury arabsko-normańskiej w Palermo oraz katedrami w Monreale i Cefalù. 

## Architektura
Kościół wzniesiony został w stylu łączącym elementy architektury romańskiej i arabskiej. Jest zbudowany na planie prostokąta z przylegającą absydą. Jest trójnawowy. Jedyną dekoracją wnętrza jest XII-wieczna mozaika ułożona na posadzce budynku. Świątynia zwieńczona jest trzema czerwonymi kopułkami.